# Béla Melis
Pour les articles homonymes, voir Melis.
Béla Melis, né le 25 septembre 1959 à Békéscsaba (Hongrie) et mort le 19 juillet 2024, est un joueur de football hongrois, qui joue au poste d'attaquant.
Il est surtout connu pour avoir terminé meilleur buteur du championnat de Hongrie durant la saison 1988 avec 19 buts.